# Nistria, Neamț
Nistria este un sat în comuna Boghicea din județul Neamț, Moldova, România.